# André-Charles de La Jaille
André-Charles, marquis de La Jaille (oder Lajaille) (* 7. Dezember 1749 in Brest, Frankreich; † 1815 in Cork, Irland) war ein französischer Marineoffizier, Entdecker und Kartograph.

## Biographie
In der Marine bekleidete La Jaille ab 1773 den Rang eines Leutnants zur See (Enseigne) und wurde 1778 zum Kapitänleutnant (Lieutenant de Vaisseau) befördert. 1782 war er im Amerikanischen Unabhängigkeitskrieg an den Angriffen von La Pérouse auf die britischen Posten an der Hudson Bay beteiligt.
Nach seiner Rückkehr nach Frankreich stach er im Januar 1784 als Kapitän der Baïonnaise in See und unternahm bis 1785 zwei Erkundungsreisen nach Senegal. Mit Sylvain Meinrad de Golbéry erkundete er die Küste vom Cap Blanc bis nach Sierra Leone und nahm für die französische Regierung die Île de Gorée in Besitz.
La Jaille war Ehemann von Marie-Vincente de Kerguiziau de Kervasdoué (* 1755; † 28. Mai 1802 in London) und lebte auf Roual, einem Landsitz in Lannilis. Seit 1786 bekleidete er den Rang eines Kapitäns zur See (Capitaine de Vaisseau). Infolge der Revolution emigrierte er 1793 nach England, bevor er sich als Freiwilliger dem royalistischen Widerstand (Chouannerie) anschloss und an der Schlacht um Quiberon teilnahm.
Nach der Niederlage der Royalisten trat er 1797 als Kapitän in den Dienst Spaniens und diente in Saint-Domingue. Er war Händler in Havanna und von 1798 bis 1799 Pflanzer in Honduras. La Jaille starb bei einem Zwischenaufenthalt in Cork, Irland.

## Werke
- Plan de l’ile de Goré, 1784
- Carte de la Côte d’Afrique depuis la Rivière St. Cyprien jusqu’au Cap Rouge pour servir au Mémoire de Navigation de cette partie de la Côte, 1784
- Voyage au Sénégal pendant les années 1784 et 1785, veröffentlicht 1802
  - André-Charles marquis de La Jaille: Reise nach Senegal in den Jahren 1784 und 1787. Hrsg.: Matthias Christian Sprengel (= Bibliothek der neuesten und wichtigsten Reisebeschreibungen und geographischen Nachrichten zur Erweiterung der Erdkunde. Band 7). Landes-Industrie-Comptoir, Weimar 1802 (Volltext in der Google-Buchsuche).

## Bibliographie
- Jean Adolphe Hanoteau, Joséphine avant Napoléon : Le ménage Beauharnais d’après des correspondances inédites, Plon, 1935, S. 56
- Paul Monneron, Alain Barres, Lapérouse et ses compagnons dans la baie d’Hudson, 2012, S. 133–134